# Aldgate (London Underground)

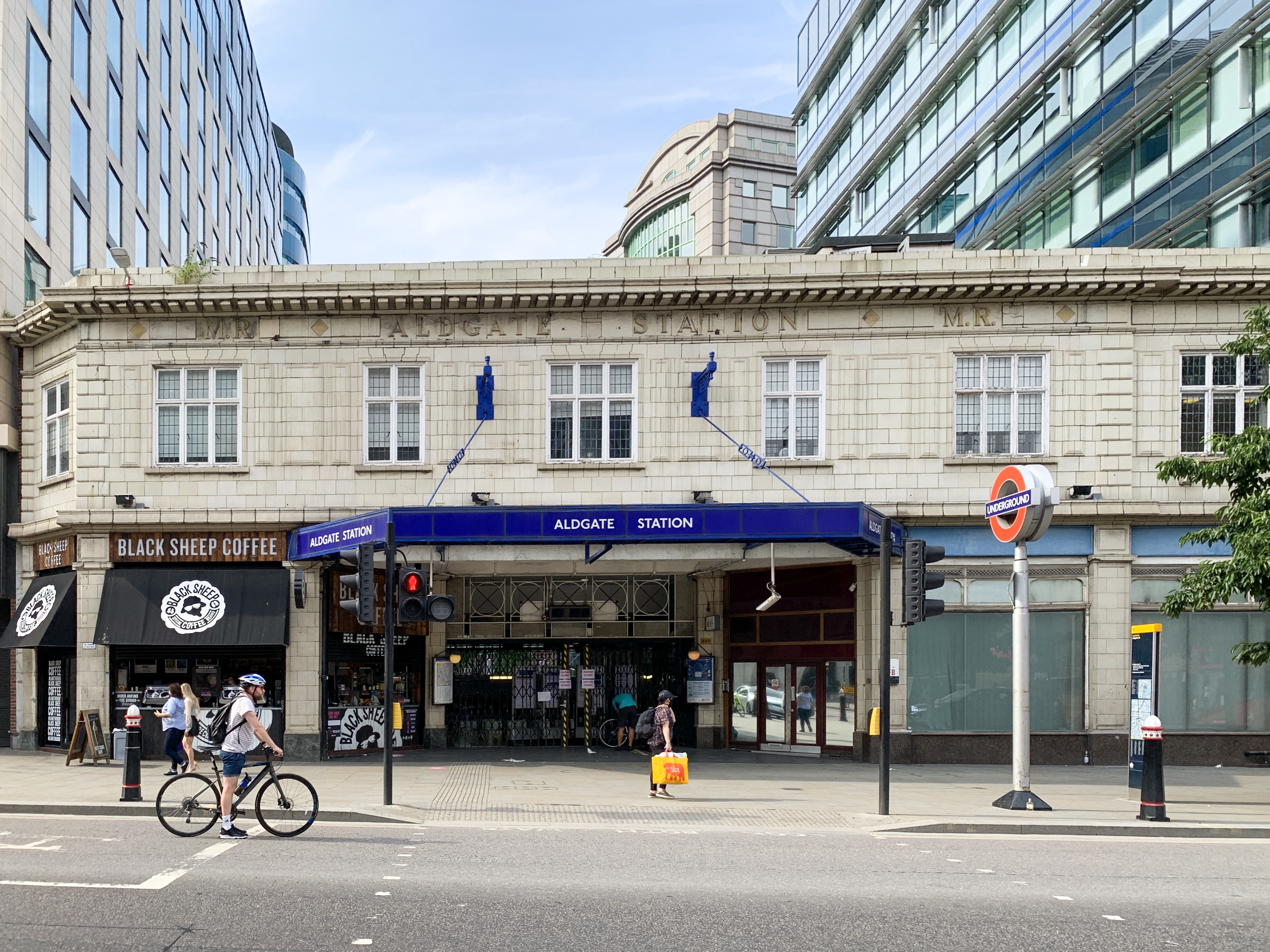
Eingang zur Station Aldgate in der Aldgate High Street

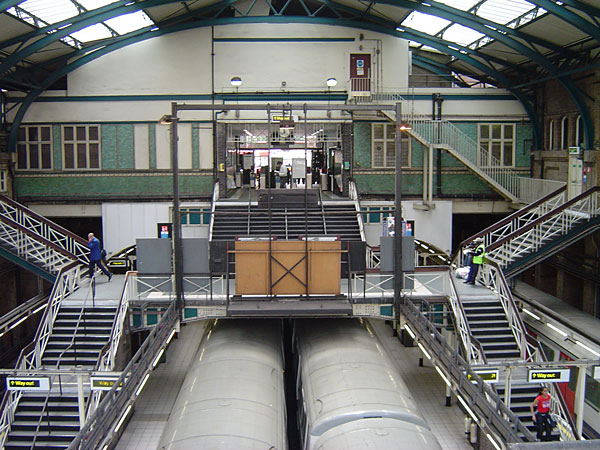
Züge in der Station

Aldgate ist eine Station der London Underground. Sie befindet sich in der City of London in der Travelcard-Tarifzone 1 und ist ein Teil der Circle Line, die das Londoner Stadtzentrum kreisförmig umschließt. Aldgate Station ist zugleich Endstation der Metropolitan Line, der ältesten U-Bahn-Linie Londons. Im Jahr 2014 nutzten 7,22 Millionen Fahrgäste die Station. Südlich davon zweigt die District Line und nördlich davon die Hammersmith & City Line zum nahe gelegenen Bahnhof Aldgate East ab.
Die Station wurde am 18. November 1876 durch die Metropolitan Railway, die Vorgängergesellschaft der Metropolitan Line, eröffnet. Aldgate war zunächst Endstation; am 25. September 1882 folgte die Verlängerung nach Tower Hill, womit der Innenstadtring vollendet war. Im Zweiten Weltkrieg wurde die Station durch deutsche Luftangriffe schwer beschädigt. Aldgate geriet in das Licht der Weltöffentlichkeit, als Shehzad Tanweer während der Terroranschläge vom 7. Juli 2005 eine der vier im Londoner Verkehrsnetz gezündeten Bomben in einem U-Bahn-Zug in Stationsnähe explodieren ließ. Sieben Fahrgäste kamen dabei ums Leben.
Eine wichtige Rolle spielt die U-Bahn-Station Aldgate in der Sherlock-Holmes-Detektivgeschichte The Bruce-Partington Plans des britischen Schriftstellers Arthur Conan Doyle, die in der Kurzgeschichtensammlung Seine Abschiedsvorstellung veröffentlicht wurde.